# Carl-Arthur Pastor-Stiftung
Die Dr. Carl-Arthur Pastor-Stiftung ist eine gemeinnützige Stiftung privaten Rechts mit Sitz in Aachen. Sie besteht seit 1962. Ihr Ziel ist die Förderung besonders begabter Auszubildender und Studenten sowie die Unterstützung von Ingenieursleistungen vor allem auf humanitärem Gebiet. 
Sie gehört wie die bereits seit mehr als 150 Jahren bestehende und noch von der Aachener Feuerversicherungsgesellschaft ins Leben gerufene Friedrich-Wilhelm-Stiftung – mit der die 16 besten Diplom- oder Magisterarbeiten, 15 besten Dissertationen und die zwei besten Habilitationen mit jeweils bis zu 2.500 Euro bezuschusst werden – zu den Fördermitteln des Zukunftsfonds der Generali Deutschland und ist eingetragen im Stiftungsverzeichnis NRW.

## Geschichte
Die Stiftung geht auf eine testamentarische Verfügung von Carl Arthur Pastor (1885–1960) zurück, ein Enkel des Kgl. preuß. Kommerzienrates Rudolf Arthur Pastor und Urenkel des Handelskammerpräsidenten Philipp Heinrich Pastor. Carl Arthur Pastor veranlasste, dass nach seinem Tod ein Großteil seines Vermögens gemeinnützigen Zwecken zur Verfügung stehen sollte. Der ehemalige Gerichtsassessor und Bankdirektor sowie Ehrensenator und Ehrenbürger der RWTH Aachen war seit 1936 Aufsichtsratsvorsitzender der Aachener und Münchener Versicherungs-Gesellschaft, eine Vorläuferorganisation der AachenMünchener-Versicherungs-AG bzw. der heutigen Generali Deutschland Holding AG, die damit auch Treuhänderin der Stiftung ist. Sie ist in zwei Förderbereiche unterteilt:

### Stipendien
Diese Stipendien-Stiftung unterstützt zusammen mit dem Deutschen Verein für Versicherungswissenschaft e. V. besonders begabte Auszubildende in der Versicherungsbranche, aber auch Studierende, vornehmlich aus dem Ostblock, in Masterstudiengängen der Rheinisch-Westfälischen Technischen Hochschule Aachen (RWTH Aachen). Mit den Stipendien sollen begabten wissenschaftlichen Nachwuchskräften, möglichst früh die Chance eröffnet werden, sich ausschließlich dem Studium zu widmen. Sie betragen eine Höhe von monatlich 750 Euro zusätzlich zu der Rückerstattung der geltenden Semestergebühren und gelten für die Dauer von einem Jahr.

### Aachener und Münchener Preis für Technik und angewandte Naturwissenschaften
Der Preis für Leistungen auf dem Gebiet der Technik und angewandten Naturwissenschaften wurde von 1975 bis 2005 jährlich verliehen und war mit bis zu 30.000 Euro dotiert. Insbesondere würdigte die Stiftung Leistungen von herausragender humanitärer oder zivilisatorischer Bedeutung. Er wurde gestiftet von der Aachener und Münchener Versicherung AG.

#### Preisträger (Auswahl)
- 1975: Hermann F. Mark
- 1976: Rune Elmqvist und Åke Senning
- 1978: Heinrich Welker
- 1979: Godfrey Hounsfield
- 1980: Konrad Zuse, Computeringenieur, Bad Hersfeld
- 1981: Béla Barényi, österreichischer Autokonstrukteur und Sicherheitsingenieur
- 1982: Winfried Oppelt, TU Darmstadt
- 1983: Karl Brotzmann, ehemaliger Leiter der Forschung und Qualitätssicherung Maxhütte[3]
- 1985: Hans Joachim Pabst von Ohain, Flugzeugbauer
- 1986: Rudolf Schulten, Entwickler des Kugelhaufen-Kernkraftwerks
- 1987: E. Meili
- 1988: Inge Edler und Carl Helmut Hertz, Pioniere auf dem Gebiet der Echokardiografie
- 1989: Günther Wilke, emeritierter Professor für Chemie, Direktor des Max-Planck-Instituts für Kohlenforschung
- 1990: Fritz Leonhardt, Bedeutender deutscher Bauingenieur
- 1991: Heinz Leiber, ehemaliger Leiter der Elektrik-/Elektronikentwicklung bei Mercedes-Benz
- 1992: Georg Menges, emeritierter Professor für Kunststofftechnik
- 1993: Adolf Birkhofer und Edgar Biemer
- 1994: Wolfgang Helfrich, emeritierter Professor für Physik an der FU Berlin, und Martin Schadt, Physiker aus Basel
- 1996: Joachim Trümper, emeritierter Professor für Astrophysik, München
- 1997: Fritz Frederich, Leiter des Instituts für Fördertechnik und Schienenfahrzeuge der RWTH Aachen
- 1998: Heinz Brauer, emeritierter Professor des Instituts für Verfahrenstechnik der TU Berlin.
- 1999: Hans Försching, Sicherheitspionier der Luft- und Raumfahrt, emeritierter Direktor des DLR-Instituts für Aeroelastik
- 2000: Wolfgang Backé, Leiter des Instituts für fluidtechnische Antriebe und Steuerungen der RWTH Aachen
- 2001: Robert H. Dennert, „Pionier“ der Halbleiterindustrie
- 2002: Helmut Ringsdorf, Mainzer Chemiker zusammen mit Karl Winnacker, ehem. Honorarprofessor für angewandte Chemie an der Universität Frankfurt am Main und Vorstandsvorsitzender der Hoechst AG
- 2003: Joachim Heinzl, Ordinarius für Feingerätebau und Mechatronik der TU München
- 2005: Ulrich Schumann, Direktor am Deutschen Zentrum für Luft- und Raumfahrt (DLR) in Oberpfaffenhofen.

## Organe
Der Vorstand besteht aus dem Vorsitzenden des Aufsichtsrates und dem Vorsitzenden des Vorstands des Versicherungskonzerns Generali Deutschland. Beide sind ehrenamtlich tätig.
Für die Auswahl der Preisträger hat der Vorstand ein Kuratorium berufen, das aus je drei Professoren der RWTH Aachen sowie der Technischen Universität München besteht. Auf die Nominierung der Preisträger nimmt die Stifterin keinen Einfluss.